# Le Morgatois
Le Morgatois est un ancien thonier-ligneur du port de Morgat. C'est de là qu'il tient son nom.
Son immatriculation est CM 231625 (quartier maritime de Camaret-sur-Mer). Celle d'origine était C3031 (1954-1976).

## Histoire
Il pratiqua la pêche au thon dans le golfe de Gascogne jusqu'en 1988. Sorti de la flotte de pêche, il échappe à la destruction en étant racheté pour la plaisance.
Dans les années 2000 il subit une restauration et des aménagements pour effectuer un périple jusqu'au Canada. Ce vieux gréement possède toujours ses sept voiles.